# Тисяча (військова справа)
Тисяча — ополчення в Київській Русі, на чолі якого стояла довірена особа князя — тисяцький. Також найвища одиниця адміністративно-військового поділу, що покривалася з землею-краєм.
Перший відомий з джерел тисяцький — Ян Вишатич, який у літописній статті 1089 року названий «воєводою київської тисячі». За гіпотезою О. Преснякова, тисяцькі з'явилися внаслідок «осідання воєвод на землю» і заснування князями «тисяч» — військово територіальних організацій. Є підстави вважати, що цілісної адміністративної системи у домонгольській Русі вироблено не було, а «тисячі» були радше військово-судовою одиницею.